# 38e cérémonie des Tony Awards
La 38e cérémonie des Tony Awards a eu lieu le 3 juin 1984 au Gershwin Theatre de Broadway et fut retransmise sur CBS. La cérémonie récompensait les productions de Broadway en cours pendant la saison 1984-1985.

## Cérémonie
La cérémonie fut présentée par Julie Andrews et Robert Preston.

### Prestations
Lors de la soirée, plusieurs personnalités se sont succédé pour la présentation des prix dont ; Carol Channing, Marilyn Cooper, Nancy Dussault, Robert Goulet, Robert Guillaume, Beth Howland, Larry Kert, Michele Lee, Dorothy Loudon, Shirley MacLaine, Liza Minnelli, Mary Tyler Moore, Anita Morris, Bernadette Peters, Anthony Quinn, Tony Randall, Tony Roberts, Chita Rivera, Leslie Uggams, Gwen Verdon, Raquel Welch.
Plusieurs spectacles musicaux présentèrent quelques numéros en live :
- Baby ("I Want It All" - Liz Callaway, Catherine Cox et Beth Fowler)
- La Cage aux folles ("We Are What We Are" - La troupe/"I Am What I Am" - George Hearn)
- The Tap Dance Kid ("Fabulous Feet" - Hinton Battle et la troupe)
- The Rink ("Wallflower" - Chita Rivera et Liza Minnelli)
- Sunday in the Park with George ("Sunday" - Mandy Patinkin, Bernadette Peters et la troupe)

Un hommage spécial fut donner à travers les chansons de John Kander, Fred Ebb, Jerry Herman et Stephen Sondheim. Le finale était un medley de chansons de Jerry Herman, dont "Milk and Honey" et "Shalom" (Robert Goulet), "Before the Parade Passes By" (Carol Channing), "It Only Takes a Moment" (Nancy Dussault), "Hello, Dolly!" (Channing), "If He Walked Into My Life" (Leslie Uggams) et "Mame" (Dorothy Loudon). Un medley Mack & Mabel avec Robert Preston ("I Won't Send Roses") et Bernadette Peters ("Time Heals Everything"); et une scène de La Cage aux folles avec Gene Barry, the Cagelles et George Hearn, ("I Am What I Am"). Le premier Brooks Atkinson Award for lifetime contribution to the theater fut donnée à Al Hirschfeld.

## Palmarès
| Meilleure pièce | Meilleure comédie musicale |
| --- | --- |
| - The Real Thing – Tom Stoppard - Glengarry Glen Ross – David Mamet - Noises Off – Michael Frayn - Play Memory – Joanna Glass | - La Cage aux folles - Baby - Sunday in the Park with George - The Tap Dance Kid |
| Meilleure reprise | Meilleur livret |
| - Mort d'un commis voyageur - American Buffalo - Heartbreak House - Une lune pour les déshérités | - Harvey Fierstein – La Cage aux folles - Sybille Pearson – Baby - James Lapine – Sunday in the Park with George - Charles Blackwell – The Tap Dance Kid |
| Meilleur acteur dans une pièce | Meilleure actrice dans une pièce |
| - Jeremy Irons – The Real Thing dans le rôle d'Henry - Calvin Levels – Open Admissions dans le rôle de Calvin Jefferson - Rex Harrison – Heartbreak House dans le rôle de Captaine Shotover - Ian McKellen – Ian McKellen Acting Shakespeare dans le rôle de Performer | - Glenn Close – The Real Thing dans le rôle d'Annie - Rosemary Harris – Heartbreak House dans le rôle d'Hesione Hushabye - Linda Hunt – End of the World dans le rôle d'Audrey Wood - Kate Nelligan – Une lune pour les déshérités dans le rôle de Josie Hogan |
| Meilleur acteur dans une comédie musicale | Meilleure actrice dans une comédie musicale |
| - George Hearn – La Cage aux folles dans le rôle d'Albin - Gene Barry – La Cage aux folles dans le rôle de Georges - Ron Moody – Oliver! dans le rôle de Fagin - Mandy Patinkin – Sunday in the Park with George dans le rôle de George                                | - Chita Rivera – The Rink dans le rôle d'Anna - Rhetta Hughes – Amen Corner dans le rôle de Sœur Margaret Alexander - Liza Minnelli – The Rink dans le rôle d'Angel - Bernadette Peters – Sunday in the Park with George dans le rôle de Dot/Marie             |
| Meilleur acteur de second rôle dans une pièce | Meilleure actrice de second rôle dans une pièce |
| - Joe Mantegna – Glengarry Glen Ross dans le rôle de Richard Roma - Philip Bosco – Heartbreak House dans le rôle de Boss Mangan - Robert Prosky – Glengarry Glen Ross dans le rôle de Shelly Levene - Douglas Seale – Noises Off dans le rôle de Selsdon Mowbray       | - Christine Baranski – The Real Thing dans le rôle de Charlotte - Jo Henderson – Play Memory dans le rôle de Ruth MacMillan - Dana Ivey – Heartbreak House dans le rôle de Lady Utterword - Deborah Rush – Noises Off dans le rôle de Brooke Ashton            |
| Meilleur acteur de second rôle dans une comédie musicale | Meilleure actrice de second rôle dans une comédie musicale |
| - Hinton Battle – The Tap Dance Kid dans le rôle de Dipsey - Stephen Geoffreys – The Human Comedy dans le rôle d'Homer - Todd Graff – Baby dans le rôle de Danny - Samuel E. Wright – The Tap Dance Kid dans le rôle de William                                        | - Lila Kedrova – Zorba dans le rôle de Madame Hortense - Martine Allard – The Tap Dance Kid dans le rôle d'Emma - Liz Callaway – Baby dans le rôle de Lizzie Fields - Dana Ivey – Sunday in the Park with George dans le rôle d'Yvonne/Naomi Eisen             |
| Meilleure partition originale | Meilleure chorégraphie |
| - La Cage aux folles – Jerry Herman (musique et paroles) - Baby – David Shire (musique) et Richard Maltby, Jr. (paroles) - The Rink – John Kander (musique) et Fred Ebb (paroles) - Sunday in the Park with George – Stephen Sondheim (musique et paroles)             | - Danny Daniels – The Tap Dance Kid - Wayne Cilento – Baby - Graciela Daniele – The Rink - Scott Salmon – La Cage aux folles |
| Meilleure mise en scène pour une pièce | Meilleure mise en scène pour une comédie musicale |
| - Mike Nichols – The Real Thing - Michael Blakemore – Noises Off - David Leveaux – Une lune pour les déshérités - Gregory Mosher – Glengarry Glen Ross | - Arthur Laurents – La Cage aux folles - James Lapine – Sunday in the Park with George - Richard Maltby, Jr. – Baby - Vivian Matalon – The Tap Dance Kid |
| Meilleurs décors | Meilleurs costumes |
| - Tony Straiges – Sunday in the Park with George - Clarke Dunham – End of the World - Peter Larkin – The Rink - Tony Walton – The Real Thing | - Theoni V. Aldredge – La Cage aux folles - Jane Greenwood – Heartbreak House - Anthea Sylbert – The Real Thing - Patricia Zipprodt et Ann Hould-Ward – Sunday in the Park with George                                                                         |
| Meilleures lumières | |
| - Richard Nelson – Sunday in the Park with George - Ken Billington – End of the World - Jules Fisher – La Cage aux folles - Marc B. Weiss – Une lune pour les déshérités                                                                                               | |

## Autres récompenses
Le Regional Theatre Tony Award a été décerné au Old Globe Theatre, San Diego, Californie. Le metteur en scène Peter Brook et producteur Alexander H. Cohen furent récompensé pour La tragédie de Carmen (Outstanding achievement in musical theatre). Peter Feller fut également récompensé. Joseph Papp, producteur de la comédie musicale A Chorus Line reçu le Gold Tony Award en l'honneur de la longévité de ce spectacle à Broadway. Al Hirschfeld reçu le Brooks Atkinson Award for Lifetime Achievement in the Theatre.